# Médias en Éthiopie
En Éthiopie, la Constitution garantit la liberté d'expression et de la liberté de la presse. Toutefois, la radio, la télévision et la presse écrite restent majoritairement sous le contrôle de l'État même si, officiellement, la censure a été abolie depuis une loi de 1992. 

## Agences d'informations
L'agence de presse officielle est « l'Ethiopian News Agency » (ENA).

## Presse écrite

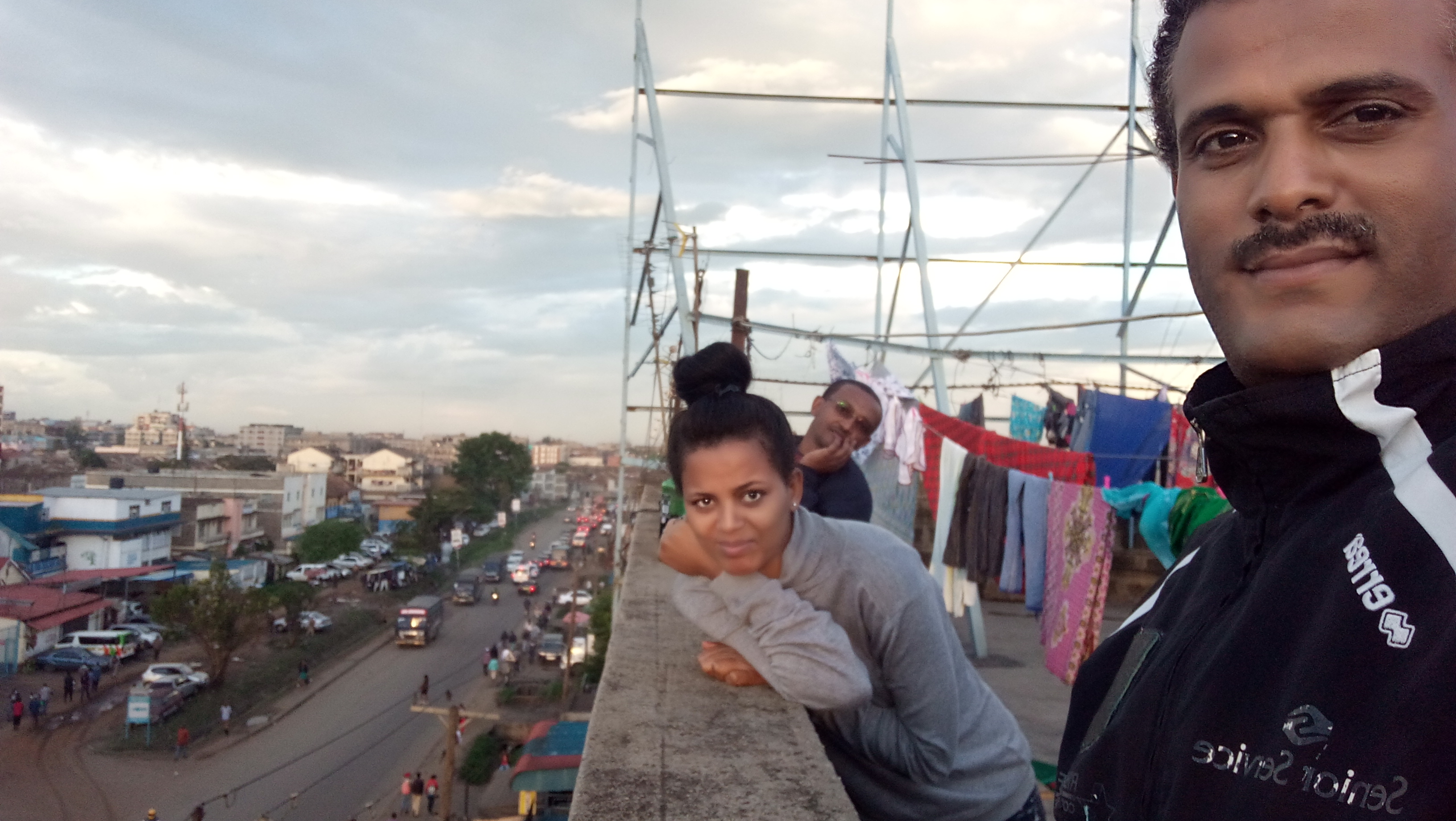
Journalistes éthiopiens exilés.

En raison de la pauvreté, du faible taux d'alphabétisation et d'une faible distribution en dehors de la capitale Addis-Abeba, la presse n'est accessible qu'à une petite partie de la population. La loi permet à tout éthiopien d'exercer une activité de presse, à condition de ne pas mettre en danger la sûreté de l'État, ni calomnier des personnes, ni inciter à la guerre civile. Il existe une presse privée qui n'hésite pas à critiquer le gouvernement ainsi que des publications de l'opposition en exil. Les partis d'opposition et l'organisation éthiopienne des droits de l'homme (Ethiopian Human Rights Council, EHRCO) peuvent aussi critiquer le gouvernement. Toutefois, de trop vives critiques sont rapidement assimilées à de l'incitation aux conflits ethniques ou à de la calomnie ce qui explique que, régulièrement, des éditeurs, distributeurs et journalistes sont arrêtés par la police, incarcérés pendant plusieurs semaines voir plus.
En 2009, le classement mondial sur la liberté de la presse établi chaque année par Reporters sans frontières situe l'Éthiopie au 140e rang sur 175 pays, et 142e sur 180 en 2016. Des « problèmes sensibles » y ont été observés. L'état d'urgence instauré en 2016 a contraint certaines publications a interrompre leur parution sur papier.
- Quotidiens : Les trois quotidiens nationaux sont:
  - Addis Zemen, en amharique
  - The Ethiopian Herald, en anglais
  - Monitor, en anglais, seul quotidien national privé

- Revues sous contrôle de l'État :
  - Yezareyitu Ethiopie, hebdomadaire, en amharique
  - Meskerem, trimestriel

- Périodiques privés :

- - Abyotawit Ethiopia, en amharique
  - Addis Admas, en amharique
  - Addis Fortune, en anglais
  - Addis Observer
  - Addis Standard, en anglais
  - Addis Tribune, en anglais
  - Addis Zimit, en amharique
  - Africa Qend
  - Afrodayt
  - Aimiro
  - Alef
  - Beza
  - Birhan Family Magazine, mensuel
  - Capital Ethiopia, en anglais
  - Enkoy
  - Ethio-Times
  - Ethiop
  - Ethiopian Reporter
  - Ethiopian Trade Journal, Addis-Abeba, Chambre éthiopienne de commerce, trimestriel en anglais
  - Ethiopis Review
  - Feleq
  - Habesha
  - Hayaan, en oromo
  - Libro
  - Lubar
  - Lucy
  - Maedot, Addis-Abeba, Église éthiopienne orthodoxe, en amharique et anglais
  - Mebruk
  - Meklit
  - Mizan
  - Moghed
  - Muday
  - Orgi
  - Ruh
  - Salem
  - Seife Nebelbal
  - Serto Ader
  - Tagelu, en amharique
  - Tarik
  - Tequami
  - Tinqish
  - Tinsae, Église éthiopienne orthodoxe, en amharique et anglais
  - Tobia
  - Tomar
  - Welfen, en amharique
  - Wetaderna Alamaw
  - Yefiqir Chewata
  - Yeigziabher Menghist
  - Zavera
  - Zena Admas

Jano Magazine                Amharic / Ethiopia

## Radios
- Voice of Ethopia émet en amharique, anglais, français, somali, afar, oromo, arabe et tigrigna (environ 100 000 auditeurs).

- Radio Addis Abeba, radio d'État.

## Télévision
La télévision éthiopienne d'État « Ethiopian Television » (ETV) diffuse 42 heures hebdomadaires de programmes en anglais et en amharique (40 000 téléspectateurs).